# Гопло
Гопло (пол. Gopło) — озеро в Куявсько-Поморському воєводстві, що в північно-центральній Польщі, біля міста Гнезна. Озеро розташоване на природоохоронній території, що називається Гоплівський Ландшафтний Парк (пол. Park Krajobrazowy Nadgoplański Park Tysiąclecia). Озеро Гопло має довжину 37 км, в болотистих місцях водяться соми. У ранньому середньовіччі узбережжя озера Гопло були домом для західнослов'янського племени гоплян. У північній частині озера є Мишача вежа (пол. Mysia Wieża), що розташована в місті Крушвиця, на території замку. За легендою, у вежі замку заховався від повстанців князь Попел і був з'їдений мишами.